# Menhir von Belinac
Der Menhir von Belinac steht etwa zwei Kilometer südöstlich von Livernon im Département Lot in Frankreich. Der von Dolinen umgebene Menhir ist mit 3,55 m der größte im Lot. Die raue Kalksteinplatte ist 1,6 m breit, 0,35 m dick und wiegt etwa 7,5 Tonnen. 
Er ist einer der wenigen Menhire, die im Quercy erhalten sind. Er hat seinen Namen von einem Belinac genannten Platz, der etwa einen Kilometer südöstlich liegt. Der Name erinnert vielleicht an einen Ort der Anbetung des keltischen Gottes Belenus.
Er ist leicht nach Süden geneigt und an der Spitze eventuell durch Blitzschlag zerstört. Jacques-Antoine Delpon (1778–1833) berichtet von der Existenz eines noch größeren Menhirs in 30 Metern Entfernung, der von den Bewohnern, die auf Schatzsuche waren, mit fünf weitere Menhiren im Dorf Livernon zerstört wurde.
Im Département Lot steht die relative Seltenheit von Menhirs in Kontrast zur Fülle von Dolmen. Delpon hat 37 Menhire aufgezeichnet. Die lokalen Toponyme zeugen wahrscheinlich von antiken Stätten, von denen nur der Name geblieben ist. Derzeit sind etwa zehn Menhire im Lot aufgeführt. Ihre größere Zerbrechlichkeit angesichts menschlicher oder natürlicher Zerstörung (Frost) könnte diese Seltenheit erklären. Sie sind von drei Arten: 
- rechteckige Platten der gleichen Art, wie sie in Dolmen verwendet werden;
- sehr schlanke grobe Blöcke, deren Authentizität aber fragwürdig ist;
- Blöcke unterschiedlicher Größe mit unregelmäßiger Form.

Die Echtheit von Menhiren festzustellen ist ein schwieriges Unterfangen, und im Falle der Verwendung von Kalksteinplatten ist die Aufgabe noch schwerer. Die Platten haben nie den unbestreitbaren Aspekt bretonischer Menhire von Größe und Monumentalität. Dass man keine Artefakte bei Menhiren findet, erschwert die Datierung.
Der Menhir ist seit 1978 als Monument historique klassifiziert.